# Köyliö
Köyliö (szw. Kjulo) – dawna gmina w Finlandii, położona w południowo-zachodniej części państwa, należąca do regionu Satakunta. 1 stycznia 2016 została włączona do gminy Säkylä.
W momencie fuzji gminę zamieszkiwało 2627 osób.